# قائمة النصب التذكارية الوطنية في الولايات المتحدة

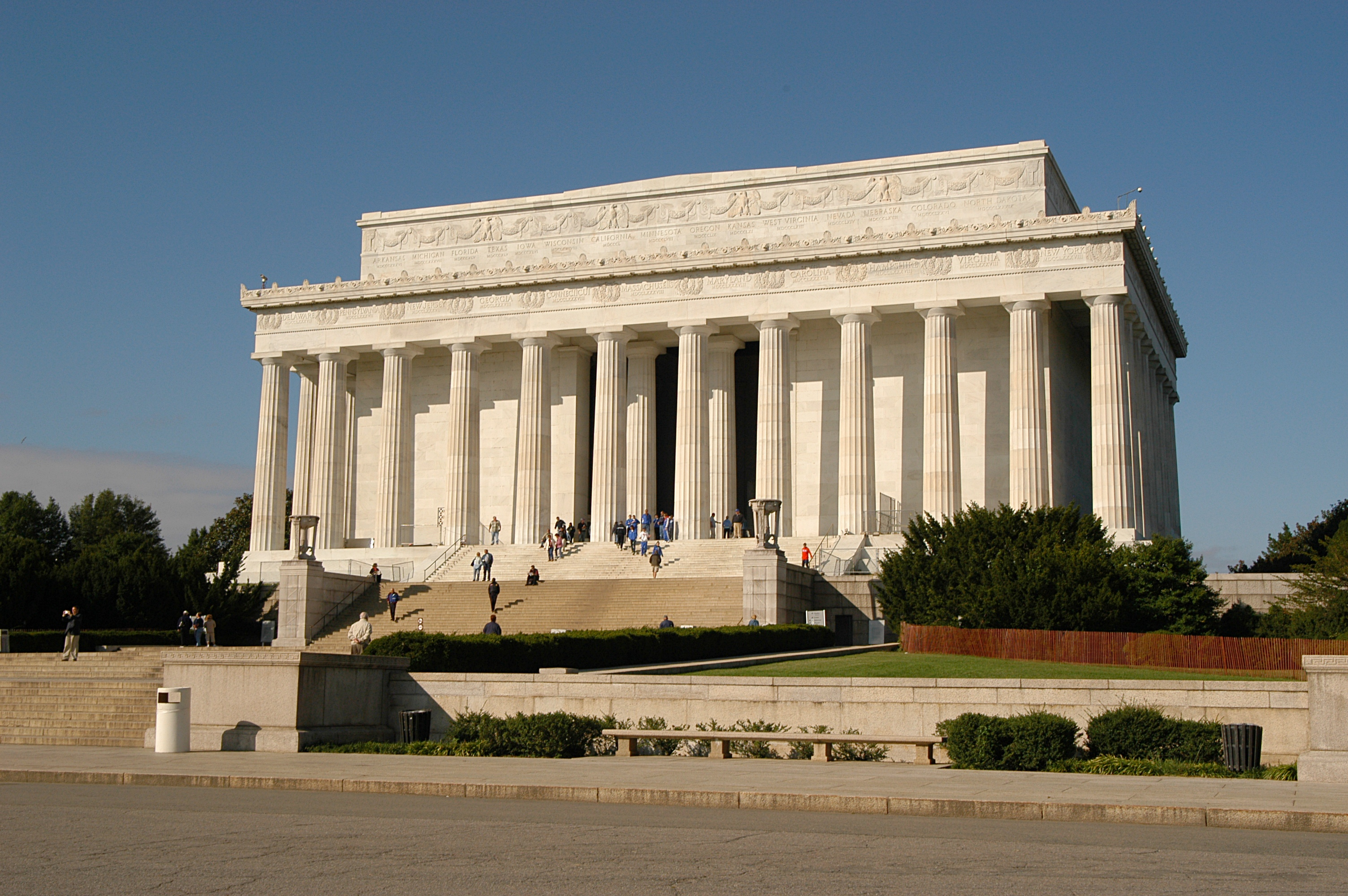
نصب لنكولن التذكاري

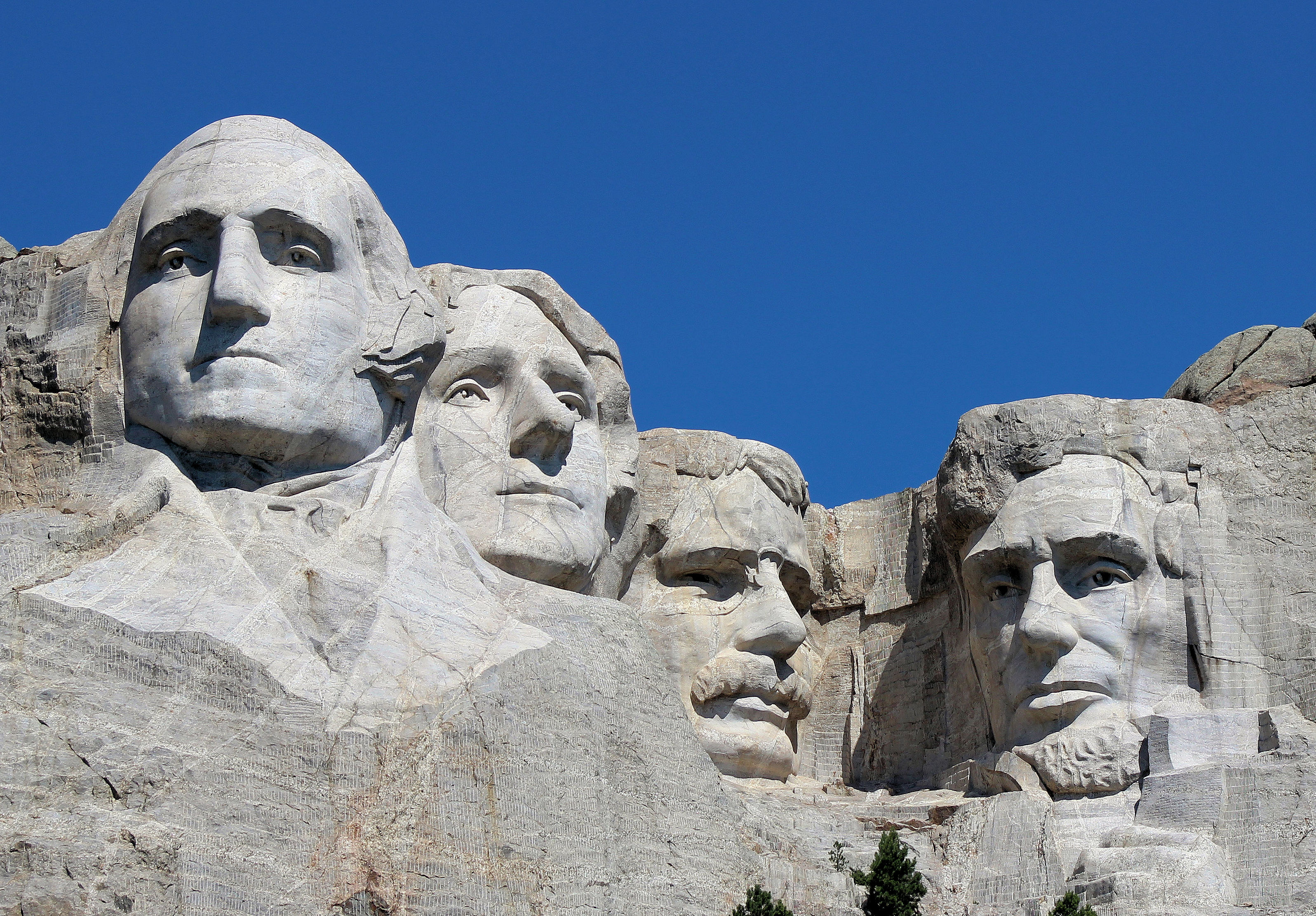
جبل راشمور

تحتوي هذه القائمة على قائمة النصب التذكارية الأكثر شهرة في الولايات المتحدة الأمريكية.
| الاسم                                                             | الموقع               |
| ----------------------------------------------------------------- | -------------------- |
| نصب حديقة الإيدز التذكاري                                         | كاليفورنيا           |
| نصب الحرب الأهلية الإفريقية الأمريكية التذكاري                    | واشنطن العاصمة       |
| الحديقة التذكارية الأمريكية                                       | جزر ماريانا الشمالية |
| نصب أركنساس بوست التذكاري الوطني                                  | أركنساس              |
| أرلينغتون هاوس                                                    | فيرجينيا             |
| نصب بنجامين فرانكلين التذكاري الوطني                              | بنسيلفانيا           |
| نصب كيب هنري التذكاري                                             | فيرجينيا             |
| نصب شاميزال التذكاري الوطني                                       | تكساس                |
| نصب كورونادو التذكاري الوطني                                      | أريزونا              |
| نصب ديفيد بيرغر التذكاري الوطني                                   | أوهايو               |
| نصب دي سوتو التذكاري الوطني                                       | فلوريدا              |
| نصب الأب ماركيت التذكاري الوطني                                   | ميشيغان              |
| نصب القاعة الإتحادية التذكاري الوطني                              | نيويورك              |
| نصب الرحلة 93 التذكاري الوطني                                     | بنسيلفانيا           |
| نصب فورت كارولين التذكاري الوطني                                  | فلوريدا              |
| نصب فرانكلين روزفلت التذكاري                                      | واشنطن العاصمة       |
| نصب الجنرال جرانت التذكاري الوطني                                 | نيويورك              |
| نصب جورج ماسون التذكاري                                           | واشنطن العاصمة       |
| نصب ألكسندر هاميلتون التذكاري الوطني                              | نيويورك              |
| نصب جيفرسون التذكاري الوطني                                       | ميزوري               |
| نصب جيفرسون التذكاري                                              | واشنطن العاصمة       |
| نصب جون إريكسون التذكاري الوطني                                   | واشنطن العاصمة       |
| نصب فياضانات جونستاون التذكاري الوطني                             | بنسيلفانيا           |
| نصب محاربي الحرب الكورية القدامى التذكاري                         | واشنطن العاصمة       |
| نصب لنكولن التذكاري                                               | واشنطن العاصمة       |
| نصب فترة صبا لنكولن التذكاري الوطني                               | إنديانا              |
| جبل راشمور                                                        | داكوتا الجنوبية      |
| نصب تذكاري لوطنية للأمريكيين اليابانيين في الحرب العالمية الثانية | واشنطن العاصمة       |
| نصب الحرب العالمية الثانية التذكاري الوطني                        | واشنطن العاصمة       |
| نصب أوكلاهوما سيتي التذكاري الوطني                                | أوكلاهوما            |
| نصب نصر بيري و السلام الدولي التذكاري                             | أوهايو               |
| نصب مجلة ميناء شيكاغو البحري التذكاري                             | كاليفورنيا           |
| نصب ريد هيل باتريك هنري التذكاري الوطني                           | فيرجينيا             |
| نصب روجر ويليامز التذكاري الوطني                                  | رود آيلاند           |
| نصب مرآة الفضاء التذكاري                                          | فلوريدا              |
| نصب تاديوش كوسيوسكو التذكاري الوطني                               | بنسيلفانيا           |
| جزيرة ثيودور روزفلت                                               | واشنطن العاصمة       |
| نصب جيفرسون التذكاري                                              | واشنطن العاصمة       |
| نصب بحرية الولايات المتحدة التذكاري                               | واشنطن العاصمة       |
| نصب قوات مشاة بحرية الولايات المتحدة للحرب التذكاري               | فيرجينيا             |
| نصب يو أس أس أريزونا التذكاري                                     | هاواي                |
| النصب التذكاري لحرب فيتنام                                        | واشنطن العاصمة       |
| نصب واشنطن                                                        | واشنطن العاصمة       |
| نصب الأخوان رايت التذكاري الوطني                                  | كارولاينا الشمالية   |

## نصب فقدت لقبها الوطني
| الاسم                                | سنة إعتماد اللقب الوطني | سنة سحب اللقب الوطني | اللقب الجديد           |
| ------------------------------------ | ----------------------- | -------------------- | ---------------------- |
| نصب نيو إيشوتا ماركر التذكاري الوطني | 10 أغسطس 1933           | 21 سبتمبر 1950       | نقلت إلى ولاية جورجيا. |

## في الإقتراحات
| الاسم                        | القانون                       |
| ---------------------------- | ----------------------------- |
| نصب آدامز التذكاري           | أذن عبر القانون العام 107-62  |
| نصب دوايت أيزنهاور التذكاري  | أذن عبر القانون العام 107-117 |
| نصب مارتن لوثر كينغ التذكاري | أذن عبر القانون العام 104-333 |
| جبل سوليداد                  | أذن عبر القانون العام 108-447 |